# Massoud Barry
Pour les articles homonymes, voir Barry.
Massoud Barry est une activiste et femme politique guinéenne. Elle est nommée le 22 janvier 2022 conseillère au sein du Conseil national de la transition (CNT) de Guinée en tant que représentante des personnes vivant avec handicape,.

## Parcours professionnel
Avant de rejoindre le CNT en janvier 2022,, Massoud Barry était la présidente de l’organisation de secours aux Handicapés (OSH-Guinée) depuis sa fondation en 2017. Elle organise en 2019 le concours de Miss Master Handicap 2019. Elle est l'actuel vice-présidente de la commission santé, éducation, affaires sociales et culturelles au CNT,.
Du 6 au 17 mars 2023, elle fait partie de la délégation guinéenne présente à la 67e session de la commission des Nations unies sur la condition de la femme qui a lieu à New York.